# Vrhnika pri Ložu
Vrhnika pri Ložu je naselje v Občini Loška dolina.

## Prebivalstvo
Etnična sestava 1991:
- Slovenci: 148 (98 %)
- Hrvati: 2 (1,3 %)
- Muslimani: 1